# Roncobello
Roncobello est une commune de la province de Bergame dans la région Lombardie en Italie.

## Administration
| Période                                  | Période | Identité | Étiquette | Qualité |
| ---------------------------------------- | ------- | -------- | --------- | ------- |
|                                          |         |          |           |         |
| Les données manquantes sont à compléter. |         |          |           |         |

### Hameaux
Baresi, Bordogna, Capovalle

### Communes limitrophes
Ardesio, Branzi, Dossena, Isola di Fondra, Lenna, Moio de' Calvi, Oltre il Colle, Serina

## Jumelages
- Le pacte d'amitié avec Faverges (France) a été signé le 11 avril 2010, puis la création de l'association FARO[2] en décembre 2010 pour faire vivre ce pacte entre les deux communes.